# 서맨사 로건
서맨사 로건(영어: Samantha Logan, 1996년 10월 27일 ~ )은 미국의 여자 배우이다. 2012년 드라마 《666 파크 애비뉴》에서 노나 클라크 역, 2013년 드라마 《제너럴 호스피털》에서 타일러 듀보 역, 2018년 드라마 《루머의 루머의 루머》에서 니나 존스 역으로 잘 알려져 있다.

## 출연 작품
- 폴라로이드 - 케이시 역
- 엠티맨 - 다바라 역